# Thomas Bonnet
Thomas Bonnet (Châtellerault, França, 13 de setembro de 1998) é um ciclista profissional francês que compete com a equipa Team TotalEnergies.

## Trajetória
Terminou no ano 2021 competindo como stagiaire com o Team TotalEnergies, equipa com o que deu o salto ao profissionalismo em 2023. Em sua primeira temporada conseguiu ganhar uma etapa do Tour de Ruanda e foi seleccionado para participar na Volta a Espanha.

## Palmarés
- 2021
  - 1 etapa do Tour de Guadalupe

- 2023
  - 1 etapa do Tour de Ruanda

## Resultados em Grandes Voltas
| Corrida | Corrida         | 2023 |
| ------- | --------------- | ---- |
|         | Giro d'Italia   | —    |
|         | Tour de France  | —    |
|         | Volta a Espanha |      |

―: não participa
Ab.: abandono

## Equipas
- - Team TotalEnergies (stagiaire) (2021)[5]
  - Team TotalEnergies (2023-)